# Wilhelm Bur
Wilhelm Bur († nach 1952) war ein deutscher Landrat des Landkreises Merzig-Wadern.

## Leben
Wilhelm Bur wurde am 7. Mai 1946 zum Landrat des Kreises Merzig ernannt, der zum 1. Oktober 1946 mit dem verbliebenen Restkreis Merzig-Wadern wiedervereinigt wurde. Am 15. Oktober 1946 erfolgte die Übernahme des Landratsamtes in der Kreisstadt Merzig, wo er bis 1952 Landrat des Kreises blieb.